# La Grille
Pour les articles homonymes, voir Grille.
La Grille est un volcan de l'union des Comores situé dans l'archipel des Comores, sur l'île de Grande Comore.

## Géographie
La Grille est situé dans l'île de Grande Comore, une île de l'union des Comores, dans l'archipel des Comores baigné par le canal du Mozambique, dans l'océan Indien. Occupant le nord de l'île de Grande Comore, il est entouré au sud par le Karthala, un autre volcan culminant à 2 361 mètres d'altitude,. La route faisant le tour de l'île de Grande Comore via le littoral passe par les côtés est, nord et ouest de La Grille et permet de relier l'aéroport Prince Saïd Ibrahim à l'ouest, de nombreux villages situés non loin des côtes ainsi que sur le volcan où se trouvent des pylônes.
La montagne, de forme allongée dans le sens nord-sud, est constituée d'un stratovolcan recouvert de cônes de scories de 800 mètres de hauteur en moyenne, conférant à ce volcan une altitude maximale de 1 087 mètres. Contrairement à son voisin le Karthala, La Grille ne possède pas de caldeira. Les différentes bouches éruptives s'organisent le long des fissures qui parcourent le volcan du nord au sud, parallèlement à la crête de la montagne, ainsi que le long d'autres fissures gagnant le littoral. De ces bouches éruptives se sont échappées des coulées de lave basaltique qui ont parfois rejoint la mer sur les flancs est, nord et ouest du volcan et dont certaines sont encore visibles car peu recolonisées par la végétation tropicale de l'île.

## Histoire
Bien que la date exacte de la dernière éruption de La Grille soit inconnue, il semble que le volcan soit entré en éruption il y a seulement quelques centaines d'années en raison des quelques coulées de lave couvrant ses flancs et encore peu recolonisées par la végétation.